# Westchester (Illinois)
Westchester és una vila dels Estats Units a l'estat d'Illinois. Segons el cens del 2000 tenia 16.824 habitants.

## Demografia
Segons el cens del 2000, Westchester tenia 16.824 habitants, 7.015 habitatges, i 4.924 famílies. La densitat de població era de 2.029,9 habitants/km².
Dels 7.015 habitatges en un 22,8% hi vivien nens de menys de 18 anys, en un 58,3% hi vivien parelles casades, en un 9,2% dones solteres, i en un 29,8% no eren unitats familiars. En el 26,5% dels habitatges hi vivien persones soles el 15% de les quals corresponia a persones de 65 anys o més que vivien soles. El nombre mitjà de persones vivint en cada habitatge era de 2,38 i el nombre mitjà de persones que vivien en cada família era de 2,88.
Per edats la població es repartia de la següent manera: un 18,6% tenia menys de 18 anys, un 4,8% entre 18 i 24, un 26,8% entre 25 i 44, un 24,5% de 45 a 60 i un 25,4% 65 anys o més.
L'edat mediana era de 45 anys. Per cada 100 dones de 18 o més anys hi havia 83,8 homes.
La renda mediana per habitatge era de 58.928 $ i la renda mediana per família de 70.313 $. Els homes tenien una renda mediana de 48.737 $ mentre que les dones 36.921 $. La renda per capita de la població era de 29.634 $. Aproximadament l'1% de les famílies i el 2,5% de la població estaven per davall del llindar de pobresa.

## Poblacions properes
El següent diagrama mostra les poblacions més properes.